# Nippon Maru (Schiff, 1936)
Die Nippon Maru (japanisch 日本丸) war ein Öltanker der japanischen Reederei Yamashita Kisen K.K., der 1936 fertiggestellt und 1944 versenkt wurde.
Sie war ein Schwesterschiff des Typschiffs Tatekawa Maru und der Toho Maru. In den Jahren 1936 bis 1941 war sie als Handelsschiff auf Fahrten nach Sachalin, Borneo und Los Angeles unterwegs.
Von August bis Oktober 1941 wurde sie auf der Werft von Kawasaki in Kōbe für die japanische Marine zum Hilfs-Flottentanker umgerüstet. Im November und Dezember 1941 war sie Teil des Flottenverbandes, der den Angriff auf Pearl Harbor ausführte. In der frühen Phase der Operation versorgte die Nippon Maru die Flugzeugträger der Kidō Butai mit Treibstoff. Im März und April 1942 unterstützte die Nippon Maru die Vorstöße der Kidō Butai in den Indischen Ozean. Spätere Aktionen im Kriegsverlauf führten zur Beteiligung an der Schlacht um Midway, der Schlacht bei den Ost-Salomonen, der Evakuierung von Kiska und der Schlacht um die Gilbertinseln.
Am 14. Januar 1944 verließ die Nippon Maru Palau in einem Geleitzug mit zwei weiteren Tankern mit Ziel Rabaul. 400 Seemeilen südöstlich von Rabaul griffen zur Mittagszeit die amerikanischen U-Boote Scamp, Guardfish und Albacore den von drei Zerstörern geschützten Geleitzug an. Zwei Torpedos der Scamp trafen die Nippon Maru, die innerhalb von zwei Minuten um 12:58 Uhr auf der Position 5° 2′ N, 140° 43′ O sank. Dabei starben 27 der eingeschifften 80 Marineinfanteristen und 16 Besatzungsmitglieder.